# PlanetSide
 (septembre 2019).
Si vous disposez d'ouvrages ou d'articles de référence ou si vous connaissez des sites web de qualité traitant du thème abordé ici, merci de compléter l'article en donnant les références utiles à sa vérifiabilité et en les liant à la section « Notes et références ».
PlanetSide est un jeu vidéo de tir à la première personne en ligne massivement multijoueur développé par Sony Online Entertainment. Également appelé PS par les habitués, il se classe dans la catégorie des MMOFPS (Massively Multiplayer Online First Person Shooter) qui projette le joueur dans une guerre futuriste. 
Il a pour suite PlanetSide 2.
Les serveurs de PlanetSide ont cessé de soutenir le jeu en juin 2016.

## Synopsis

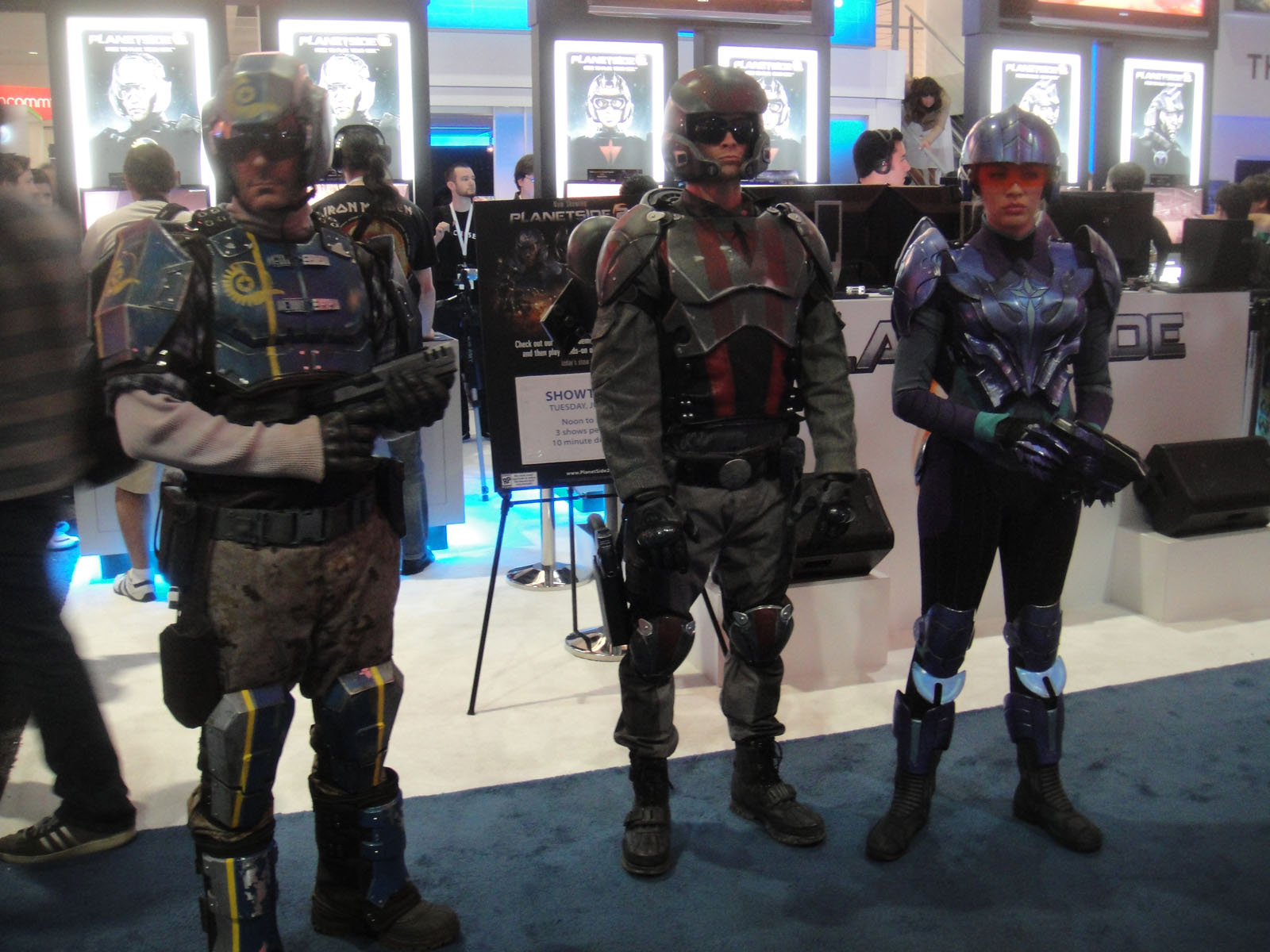
Soldats de Planetside

Auraxis est un monde en temps réel et persistant (continuant de "vivre" en dehors de la déconnexion du joueur) où s'affrontent trois factions pour le contrôle de continents et de cavernes. Chaque continent offre des variantes géographiques mais également météorologiques (pluie, neige, tempête de sable).
Le joueur doit diriger un personnage en vue à la première ou troisième personne parmi les 3 factions du jeu. Son but principal: combattre ou soutenir en solo ou en équipe son camp pour l'amener à la conquête d'un maximum de continents.
Chaque faction a accès à un certain nombre de véhicules et d'armes communes, mais également propres à chaque camp. Les équipements spécialisés sont de même nature et en nombre identique, seul l'aspect et les possibilités diffèrent.

### Nouveau Conglomérat
Le Nouveau Conglomérat, dit les "NC" (New Conglomerate en anglais). Leurs couleurs dominantes sont le jaune et le bleu. Leur équipement spécifique offre une grande puissance de feu en combat rapproché.

### République Terrane
La République Terrane, dite la "RT" (Terran Republic ou "TR" en anglais). Leurs couleurs dominantes sont le rouge et le noir. Leur équipement spécifique offre une grande cadence de tir privilégiant la mise à mort rapide. Leurs véhicules font aussi le choix de la vitesse, au détriment de la maniabilité et de la résistance.

### Souveraineté Vanu
La Souveraineté Vanu, dite la "SV" (Vanu Sovereingty ou "VS" en anglais). Leurs couleurs dominantes sont le violet et le vert. Leur équipement spécifique est basé sur une technologie alien offrant des tirs à flux d'énergie rectiligne. De plus, ces technologies leur permettent de recharger extrêmement vite.

## Système de jeu
PlanetSide, contrairement à d'autres jeux en ligne, permet à un joueur de petit niveau d'avoir les mêmes chances de succès qu'un joueur de haut niveau ; ensuite tout est question d'habileté. En effet, l'expérience sert principalement à acquérir des certifications, chacune des certifications donne l'accès à des compétences, armes ou véhicules. Donc oubliez la notion de classe, le choix des certifications est surtout une question de type de jeu, assaut (armes lourdes, véhicules lourds), solitaire (furtif, sniper), support (médecin, ingénieur). Le jeu permet de retirer une compétence pour récupérer les points toutes les 6 heures.
L'intérêt d'augmenter son niveau est d'élargir le choix de ses certifications, mais également d'acquérir des implants dans la limite de trois. Les implants offrent des plus, ils sont disponibles au niveau 6, 12 et 18. Le choix de l'implant dépend du rôle aussi bien que des compétences du joueur. Il est possible de changer d'implant sans contrainte de temps.

### Les continents
Le but des factions est de conquérir le maximum de continents d'Auraxis. Chaque continent possède plusieurs bases et tours qui offrent différents avantages à la faction qui la contrôle. Conquérir entièrement un continent s'appelle un Verrouillage (Lock en anglais). C'est à ce moment que le bénéfice s'étend à toutes les bases des autres continents, par exemple la réparation des véhicules, un temps de résurrection plus court, une meilleure détection des ennemis.

### Les bases
Toutes ces bases sont reliées entre elles par un lien virtuel (link) qui transmet les avantages acquis. Ce principe de link est primordial dans le combat, en effet pour prendre le contrôle (hack) d'un nouvelle base, il faut impérativement que la faction dispose d'un Link, soit par l'intermédiaire d'un autre continent, soit par celui d'une base.
Une base permet de faire revivre son personnage dans les tubes d'apparition (spawning tubes), de l'équiper et le véhiculer à des terminaux. Tout cela est possible grâce à l'énergie de PlanetSide, le NTU. Une base possède cependant des points faibles, l'ennemi peut tout à fait attaquer les spawning tubes, les terminaux ou directement le générateur pour gêner l'action des défenseurs. À noter que détruire le générateur coupe totalement les équipements, donc plus de réapparition (respawn) et d'équipement, sans compter la coupure du link.

### Les cavernes
Les cavernes n'offrent pas le même type de jeu qu'en surface, ces dernières encouragent les combats d'infanterie en permettant un déplacement très rapide au moyen de zipline (sorte de tapis roulant).
Conquérir une caverne permet de recharger des modules apportant des avantages supplémentaires une fois installés dans une base d'un continent. Les armes Core Combat sont assez puissantes et ont des fonctionnalités intéressantes.

## Extensions et mises à jour

### Core Combat
Core Combat est une extension non-obligatoire pour PlanetSide, sortie le 27 octobre 2003. Cette dernière offre l'accès à de nouveaux continents plus restreints appelés les cavernes.

### Fin d'Oshur
C'est le 14 août 2004 que SOE a décidé de donner un renouveau au niveau des combats d'infanterie. Pour ce faire, la perte d'un continent nommé Oshur était inévitable. ce dernier est désormais réparti en 4 petites îles.

### Aftershock
Planetside Aftershock sorti le 18 octobre 2004. C'est l'arrivée des BFR (Battle Frame Robotics) qui a poussé SOE à créer une boîte contenant PlanetSide et Core Combat.

### Réserves
Du 4 mars 2006 au 21 mars 2007, SOE propose une version d'essai d'un an permettant de tester PlanetSide avec une limitation de niveau BR6 et CR2.

## Serveurs

### Fonctionnement
Depuis le 25 août 2010, il n'existe plus qu'un seul serveur unique, issu de la fusion des deux serveurs restants, Werner pour l'Europe et Gemini pour les États-Unis.
Le principe des continents permet un accès aux serveurs de façon quasi certaine. C'est au moment de choisir un continent de destination que peut se poser un problème de file d'attente.

### Langues
De base, le jeu et les serveurs sont intégralement en anglais. L'aspect de la langue n'est aucunement une barrière dans PlanetSide puisqu'il n'y a pas de notion d'histoire ou de quête. De plus il existe de nombreuses communautés utilisant leur langue maternelle sur leurs canaux.
Début mai 2006, SOE propose une localisation dans plusieurs langues dont le français. Cette traduction modifie l'interface du jeu ainsi que l'intégralité des informations textes. Cette nouveauté ne fait pas l'unanimité puisque les noms des armes et des véhicules ont été francisés, de même que les raccourcis de réponses rapides.